# 탈시구

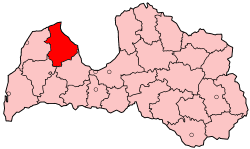
탈시 구의 위치

탈시구(라트비아어: Talsu rajons)는 라트비아 북서부에 있던 구로 행정 중심지는 탈시이며 면적은 2,744km2, 인구는 49,662명(2002년 기준), 인구 밀도는 17.8명/km2이다. 4개 시와 18개 교구를 관할했으며 2009년에 실시된 행정 구역 개편에 따라 폐지되었다. 벤츠필스 구와 쿨디가 구, 투쿰스 구와 인접해 있었으며 동쪽으로는 리가 만과 접하고 있었다.